# Karl-Friedrich Merten
Karl-Friedrich Merten (Posen, Pruisen (tegenwoordig Poznań, Polen), 15 augustus 1905 - Waldshut, 2 mei 1993) was een Duits U-bootkapitein in de Kriegsmarine, die tijdens de Tweede Wereldoorlog ruim 36 schepen tot zinken had gebracht. Merten staat met zijn U-boot, de U 68, op plaats nummer 4 van de top tien meest succesrijke U-bootkapiteins.

## Loopbaan
Merten werd geboren in de provincie Posen, destijds deel uitmakend van het Duitse Keizerrijk maar nu Pools gebied. Als 21-jarige trad hij in dienst bij de Reichsmarine in 1926. Na vele jaren dienstgedaan te hebben op grote oppervlakteschepen, trad hij in dienst bij de U-bootvloot op 1 mei 1940. Van oktober 1940 tot januari 1941 kwam hij op de U 38 als kapitein-in-opleiding bij de ervaren Heinrich Liebe.
Op 11 februari 1941 voerde hij op de U 68 voor vijf succesvolle patrouilles. Hij kwam met zijn U-boot patrouilleren in de Atlantische Oceaan, de Caribische Zee en de Indische Oceaan. De U 68 werd mede ingedeeld in het wolfpack "Eisbär" (IJsbeer Groep), bestaande uit vier U-boten, de U 68 van Merten, de U 156 van Werner Hartenstein, de U 172 van Carl Emmermann, U 501 van Hans-Georg Friederich Poske en een vijfde boot, de U 159 van Helmut Witte die later toegetreden was bij de groep. In de loop van een paar weken, in september/oktober 1942, brachten ze meer dan 1.000.000 ton aan scheepsruimte tot zinken van de geallieerde vrachtscheepvaart uit Zuid-Afrika.
Op 22 september 1941 torpedeerde Merten zijn eerste schip, het 5.302 ton metende Britse stoomschip SS Silverbelle, dat in konvooi SL-87 meevoer en op 6 november 1942 bracht hij zijn laatste schip, de 8.034 ton metende Britse stoomschip SS City of Cairo. Zijn totale tonnage tot zinken gebrachte schepen was 170.151 ton in die september/oktobermaanden. Na deze succesvolle patrouille werd Merten benoemd tot lid van de U-boot Flottielje in Pillau, en met deze en andere opleidingsbenoemingen, beperkte dat zijn operationele loopbaan. Niettemin, toen de oorlog eindigde stond hij zevende op de tabel van de U-bootcommandanten in tonnage gebrachte gezonken schepen. Na de oorlog maakte hij een nieuwe carrière in de scheepsbouw en ging met pensioen in 1974 op 69-jarige leeftijd.
Merten was een fanatieke aanhanger van het nazisme en was na de oorlog actief in kringen van neonazi's. Wel deed hij in 1983 mee aan reünie waarbij hij in contact kwam met de bemanning van een van zijn slachtoffers. De Britse bemanning was gechoqueerd van de stijfheid en conservatisme waarmee Mertens karakter gepaard ging. Lang na het tot zinken brengen van de SS City of Cairo werd hij uitgenodigd voor een naoorlogse reünie van de overlevenden. Een bemanningslid zei echter: "We couldn't have been sunk by a nicer man" (We hadden niet door een aardiger persoon gezonken kunnen worden)
Karl-Friederich Merten overleed op 87-jarige leeftijd in 1993.

## Successen
- 27 schepen tot zinken gebracht voor een totaal aan 170.151 BRT

## Militaire loopbaan
- Offiziersanwärter: 1 april 1926[1][2]
- Seekadett: 12 oktober 1926[2][3]
- Gefreiter: 1 april 1927[3]
- Fähnrich zur See: 1 april 1928[1][2]
- Obermaat: 1 juli 1928[3]
- Oberfähnrich zur See: 1 juni 1930[1][2][3]
- Leutnant zur See: 1 oktober 1930[1][2][3]
- Oberleutnant Zur See: 1 april 1933[1][2][3]
- Kapitänleutnant: 1 april 1936[1][2][3]
- Korvettenkapitän: 1 april 1941[1][2][3]
- Fregattenkapitän: 1 januari 1944[1][2][3]
- Kapitän zur See: 15 april 1945[1][2][3]

## Decoraties
- Ridderkruis van het IJzeren Kruis (nr.112) op 13 juni 1942 als Korvettenkapitän en Commandant van de U-68/ 2.Unterseebootsflottille[1][2][4][3]
- Ridderkruis van het IJzeren Kruis met Eikenloof (nr.147) op 16 november 1942 als Korvettenkapitän en Commandant van de U-68/ 2.Unterseebootsflottille[1][2][4][3]
- IJzeren Kruis 1939, 1e Klasse (31 december 1941)[1][5]- 31 december 1940[2] en 2e Klasse (2 oktober 1939)[1][2][5]
- Dienstonderscheiding van Leger en Marine voor (4 dienstjaren) op 2 oktober 1936[2][6]
- Duits Olympisch Ereteken, 2e Klasse op 21 december 1936[2][6]
- Spanjekruis in brons op 20 april 1938[2][6]
- Dienstonderscheiding van Leger en Marine voor (12 dienstjaren) op 2 oktober 1936[2][6]
- Anschlussmedaille op 20 december 1939[2][6]
- Onderzeebootoorlogsinsigne 1939 op 2 augustus 1941[1][2][5]
- Onderzeebootoorlogsinsigne 1939 met Briljanten op 30 januari 1943[1][2][5][3]
- Vlootoorlogsinsigne op 9 oktober 1942[2][5][3]
- Kruis voor Oorlogsverdienste, 1e Klasse (29 oktober 1944)[2][5][3] en 2e Klasse (30 januari 1944)[2][5][3] met Zwaarden
- Hij werd eenmaal genoemd in het Wehrmachtsbericht. Dat gebeurde op:
- 8 april 1942[2][3][7]